# Stowe Brang
Stowe Brang is een bestuurslaag in het regentschap Sumbawa van de provincie West-Nusa Tenggara, Indonesië. Stowe Brang telt 3404 inwoners (volkstelling 2010).